# Дело «Нового величия»
Дело «Нового величия» — уголовное дело о создании в декабре 2017 года организации, члены которой признаны виновными в организации экстремистского сообщества и якобы планировании захватить власть в России путём государственного переворота. По мнению некоторых правозащитников, журналистов, а также подсудимых организация была создана в результате провокации российских спецслужб, однако российский суд счёл этот тезис недоказанным.

## Ход событий

### Предыстория
Несколько молодых людей, часть которых следили за движением МОД «Артподготовка», созданным Вячеславом Мальцевым, познакомились между собой в Телеграм-чате, который появился после несостоявшейся «революции» Мальцева 5 ноября 2017 года. Чат имел характер общения на самые разные темы, вплоть до обсуждения политики. Состав участников чата не был постоянным.
В определённый момент мужчина, известный в чате как Руслан Д., начал сводить все темы к политическим, предлагать более активно участвовать в политической жизни страны, а также предложил встретиться. Приблизительно с 10 ноября участники чата провели 3-4 встречи в московских «Макдоналдсах».
Руслан Д. (как подозревается родственниками обвиняемых и журналистами — сотрудник или агент правоохранительных органов), указанный в материалах уголовного дела как Александр Константинов, завоевал доверие новых знакомых, убедив их в том, что разделяет их политические взгляды. Он нашёл и оплатил небольшое помещение, в котором они стали иногда собираться, а также предложил написать программу организации, для которой сам и придумал название «Новое величие». Позднее именно этот «устав организации» окажется единственным документом, а показания троих внедрённых оперативников, изъятые из материалов дела, — единственным свидетельством стороны обвинения.
Некоторые из членов группы, по словам Руслана Д., несколько раз выезжали в Подмосковье, чтобы пострелять из ружья «Сайга» и потренироваться в изготовлении «коктейлей Молотова». В этих поездках также участвовали оперативник уголовного розыска Максим Расторгуев, который внедрился в организацию в начале февраля 2018 года, и сотрудник Росгвардии Руслан Кашапов.

### Арест
15 марта 2018 года десять участников группы были задержаны. Им было предъявлено обвинение по ст. 282.1 УК РФ (организация экстремистского сообщества). По заявлению Евгения Еникеева, задержания проводились жёстко, в частности квартира 17-летней Анны Павликовой была приведена в полный беспорядок, к отцу девушки была применена физическая сила, ей самой также угрожали. По её словам, с 5 часов 15 марта до следующего утра, когда её доставили в изолятор временного содержания, ей не давали еду и воду, на лице увиденного ей другого задержанного по тому же делу, Руслана Костыленкова, она увидела следы побоев. На следующий день в Дорогомиловском суде в качестве меры пресечения для шестерых человек, в том числе и для несовершеннолетней на момент ареста Анны Павликовой, было избрано содержание под стражей, для четверых — домашний арест.
Вскоре после ареста у Павликовой, в результате того, что во время задержания она провела в неотапливаемом автозаке несколько часов, возникло серьёзное гинекологическое заболевание, вызывающее бесплодие. В период содержания в следственном изоляторе у неё обострилось врождённое сердечное заболевание и возник целый ряд других болезней, которых не было до ареста. У второй арестованной девушки, Марии Дубовик (19 лет), в ходе медицинского осмотра в СИЗО была обнаружена опухоль неизвестного происхождения, требующая более тщательного обследования специалистами.
В июле 2018 года председатель Совета по правам человека при президенте РФ Михаил Федотов обратился к руководству Следственного комитета РФ с просьбой об изменении меры пресечения на домашний арест для Марии Дубовик. Уполномоченная по правам человека Татьяна Москалькова также выступила за смягчение меры пресечения для девушек на домашний арест. Несмотря на это, 9 августа судья Дорогомиловского суда Рудакова Юлия Геннадьевна продлила арест Павликовой на месяц, до 13 сентября (для остальных фигурантов дела, являвшихся совершеннолетними, арест был продлён ранее на тот же срок).
16 августа по решению Дорогомиловского суда Москвы на основании ходатайства следствия Анна Павликова всё же была переведена из СИЗО под домашний арест. Несколько позже, 16 августа, аналогичное решение было принято и в отношении Дубовик.

### Судебные процессы
5 марта 2019 года Сергиево-Посадский городской суд Московской области приговорил обвиняемого по делу «Нового величия» Рустама Рустамова к полутора годам лишения свободы условно. Уголовное дело в отношении Рустамова рассматривалось в особом порядке, поскольку он заключил досудебное соглашение со следствием.
29 апреля 2019 года Люблинский районный суд Москвы приговорил обвиняемого по делу «Нового величия» Павла Ребровского к 2,5 годам колонии общего режима. Уголовное дело в отношении Ребровского также рассматривалось в особом порядке, поскольку он также заключил досудебное соглашение со следствием.
28 мая 2019 года Люблинский суд начал рассмотрение дела по обвинению Анны Павликовой, Марии Дубовик, Сергея Гаврилова, Максима Рощина, Руслана Костыленкова, Вячеслава Крюкова, Петра Карамзина и Дмитрия Полетаева. При этом из обвинительного заключения исчез Руслан Д., несмотря на то, что он до этого проходил как ключевой свидетель. Фактически же он был создателем движения.
В июле 2019 года на процессе в Люблинском суде Павел Ребровский, дававший показания в качестве свидетеля обвинения, заявил, что во время предварительного следствия он подписал ложные показания под давлением следователя и что на самом деле обвиняемые никаких насильственных действий не планировали. Затем дал показания также уже осуждённый Рустам Рустамов, который также рассказал о тренировках по изготовлению и бросанию «коктейлей Молотова» и тренировках в стрельбе. Он заявил, что участники «Нового величия» обсуждали поджог офиса «Единой России» коктейлем Молотова, а Костыленков «что-то говорил про Останкинскую телебашню», собираясь делать это в период «народных волнений».
Московский городской суд поручил прокуратуре проверить, не нарушил ли Павел Ребровский условия своего досудебного соглашения. 24 сентября 2019 года стало известно, что обвинение потребовало отменить ему приговор и направить дело на новое рассмотрение. 8 октября Московский городской суд отменил приговор по делу Ребровского, направил его дело на новое рассмотрение в Люблинский суд и изменил меру пресечения Ребровскому на подписку о невыезде.
1 октября 2019 года на процессе в Люблинском суде дал показания оперативник уголовного розыска Максим Расторгуев, который по заданию руководства внедрился в группу. Он также рассказал о тренировках по изготовлению и бросанию «коктейлей Молотова», а также о том, что Сергей [Гаврилов] говорил, что «необходимо устраивать революцию, что-то такое», а Костыленков говорил о создании «штурмового отряда». Также Расторгуев говорил о том, что участники группы раздавали листовки на согласованном митинге на проспекте Академика Сахарова. Из перекрёстного допроса Расторгуева адвокатом Пашковым:

— Содержание листовок?
— Ну я же говорил! Путин — вор. Что я, помню, что ли!
— И что в этих листовках было?
— Надписи, что не надо избирать Путина на новый срок…
— А что экстремистского в призывах не избирать Путина на новый срок?
— Ну, надо экспертов спрашивать…
— Что-то конкретно [Костыленков] говорил? — уточняет прокурор.
— Ну то, что они тоже относятся негативно к власти… Что их финансирует Навальный, ещё какие-то олигархи, не помню.
— Собрание закончилось, мы отправились на учения по метанию коктейлей Молотова, — продолжает рассказывать Расторгуев.
— Как вы договорились [об этом]? — уточняет кто-то из защитников.
— «Центр» [Костыленков] озвучил, все согласились. Потом написал сообщение, где встречаемся, я сказал: «Понял, принял». Дату не помню, начало февраля где-то. Встретились мы на Ярославском вокзале, там меня ждал Руслан, который был начальником финансового отдела. Фамилию не знаю. Ещё там какой-то мужичок был, Сергей… Мы отправились на электричке на станцию Хотьково. Когда мы туда прибыли, нас ждали Анна [Павликова] с Русланом-«Центром».

8 октября дал показания ещё один внедрённый оперативник, Юрий Испанцев. Он побывал всего лишь на одном собрании группы, на котором обсуждались, в частности, планы снимать видеоролики и размещать их в Интернете. Испанцев заявил, что на этом собрании раздавались агитационные материалы, предусматривающие «физический захват должностных лиц власти», что обсуждался выпуск агитационных материалов «националистического порядка во многом». На вопрос адвоката он пояснил, что имеет в виду «характерные националистические картинки». «Там изображались молодые люди, как это сказать, арийской внешности, голубоглазые с соответствующими лозунгами». Их содержание Испанцев вспомнить не мог.
17 октября 2019 года Анна Павликова вышла замуж за Константина Котова, который был приговорён к четырём годам лишения свободы по обвинению в неоднократном нарушении правил проведения массовых мероприятий. Бракосочетание состоялось в СИЗО «Матросская тишина».
18 октября 2019 года на заседании Люблинского суда подсудимые Руслан Костыленков и Вячеслав Крюков вскрыли себе вены после того, как судья Александр Маслов в очередной раз отклонил ходатайство адвокатов об изменении им меры пресечения на не связанную с содержанием под стражей. Врачи оказали им помощь.
21 октября подсудимый Сергей Гаврилов совершил побег из-под домашнего ареста и попросил политического убежища на Украине.
29 октября 2019 года на заседании Люблинского суда в «условиях, исключающих видимость» дал показания свидетель обвинения, который представлялся участникам «Нового величия» как Руслан Д. Он выступал под псевдонимом «Константинов». По версии защиты, на самом деле его могут звать Родион Зелинский. Он говорил, что участники группы говорили, что «если полицейский хочет тебя задержать, надо дать полицейскому в нос», о тренировках в стрельбе и в изготовлении и бросании «коктейлей Молотова».
26 ноября 2019 года на заседании Люблинского суда в качестве привлечённого защитой эксперта выступила известный лингвист Ирина Левонтина. Она изучила переписку между Анной Павликовой и Русланом Д. и сделала вывод, что в коммуникативных приёмах Руслана Д. имеются признаки манипуляции, на которую Анна постепенно поддаётся. Анна Павликова хотела покинуть «Новое величие» в феврале 2018 года за месяц до задержания. Защита считает, что она осталась в организации именно из-за уговоров Руслана Д. и обвиняет его в провокации.
6 августа 2020 года суд признал фигурантов дела «Нового величия» виновными в создании экстремистского сообщества. Вячеслав Крюков, Пётр Карамзин и Руслан Костыленков были приговорены соответственно к 6, 6,5 и 7 годам лишения свободы в колонии общего режима. Дмитрий Полетаев, Максим Рощин, Мария Дубовик, Анна Павликова были приговорены к лишению свободы условно на срок от 4 до 6,5 лет.
22 октября обвинение попросило Люблинский суд Москвы приговорить участника сообщества «Новое величие» Павла Ребровского к семи годам колонии.
29 октября Ребровский был приговорён к шести годам колонии и принудительному психиатрическому лечению в течение двух лет.
12 января 2021 года Московский городской суд смягчил приговоры двум фигурантам, сократив сроки наказания Руслану Костыленкову и Петру Карамзину на три месяца. Марии Дубовик и Анне Павликовой снизили испытательный срок на один год. Наказания остальным участникам дела апелляционная инстанция оставила в силе. Судье Люблинского суда Александру Маслову Мосгорсуд вынес частное определение за «допущенные нарушения процессуального закона».
17 января 2022 года 2-й кассационный суд оставил в силе приговоры Костыленкову, Карамзину, Крюкову, Полетаеву, Рощину, Дубовик и Павликовой.

## Общественный резонанс

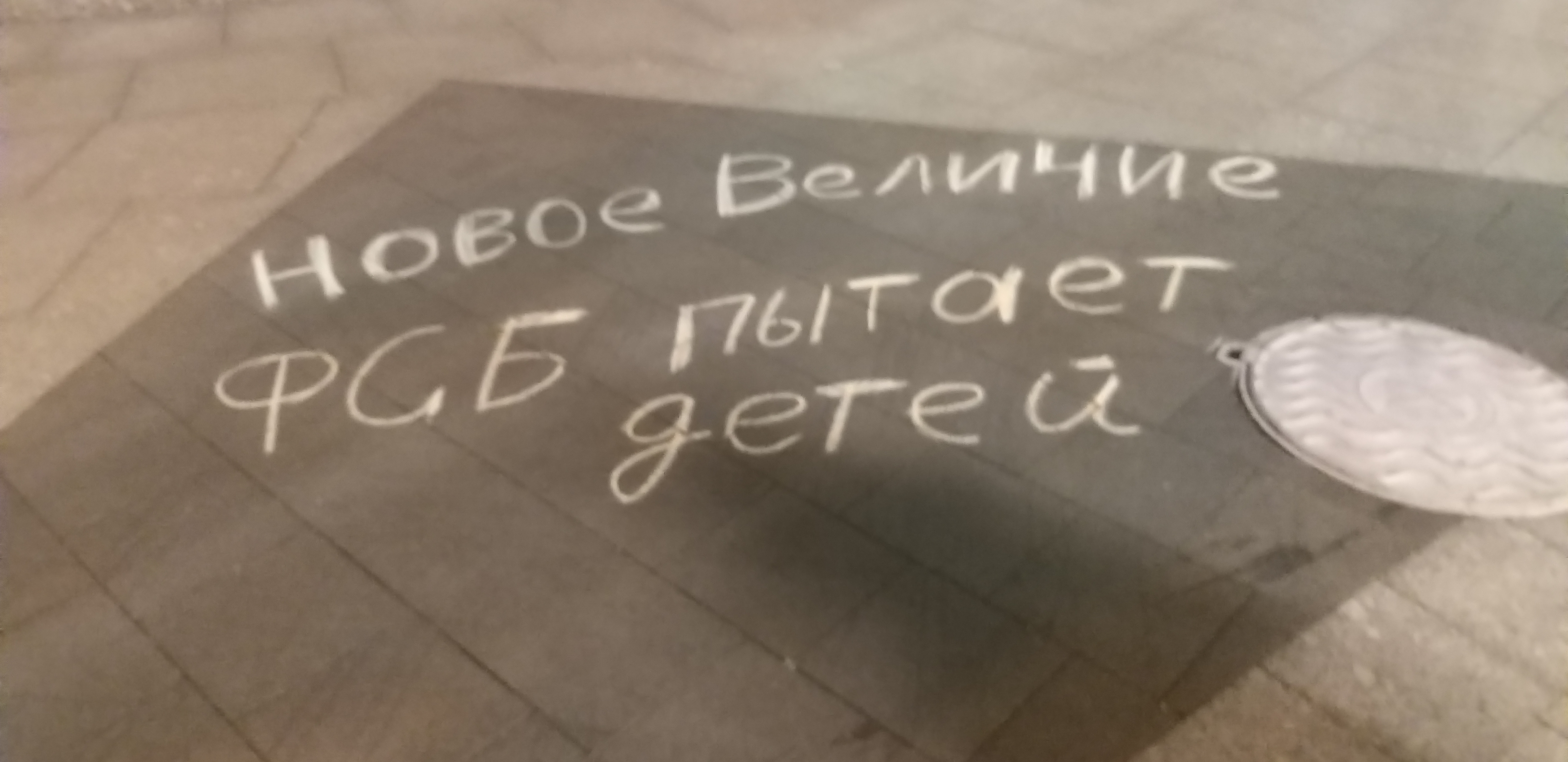
Протестная надпись на тротуаре в Москве

Следствие по делу «Нового величия» вызвало заметный общественный резонанс. Основные причины протестов — необоснованная жестокость меры пресечения по отношению к Павликовой и Дубовик, а также сомнения в законности методов правоохранительных органов, в которых некоторые эксперты, в частности, Александр Тарасов, усматривали прямую провокацию и даже активную организацию преступления с целью его последующего раскрытия. В социальных сетях разошлись призывы с тегами #FreeAnya #FreeMasha — благодаря инициированной «Новой газетой» петиции на Change.org, которую на 16 августа 2018 года подписали 168 936 человек.
Вечером 15 августа 2018 года прошёл «Марш матерей» от Новопушкинского сквера к зданию Верховного суда на Поварской улице в поддержку Дубовик и Павликовой, не согласованный с властями.
Инициатива вызвала неоднозначную общественную реакцию, её наиболее известными противниками, кроме московской мэрии и адвоката задержанных Максима Пашкова, стали адвокаты Сталина Гуревич и Виолетта Волкова, а также журналисты Маргарита Симоньян и Екатерина Винокурова (поменявшая свою позицию на противоположную) и общественный деятель Марина Юденич, основными аргументами которых были обвинения в адрес организаторов в желании «пропиариться», требования не разрушать выстраиваемую линию защиты, возможный вред обвиняемым от данной акции, мешающей непубличным мерам по их освобождению или смягчению наказания, необходимость обязательного согласования акции с властями, персональный состав организаторов.
Утром 15 августа представители уголовного розыска пришли в квартиру соорганизатора акции актрисы Яны Трояновой с предостережением прокуратуры ЦАО о недопустимости нарушения закона о проведении митингов.
Правозащитная организация «Мемориал» признала обвиняемых по делу политзаключёнными.
28 октября 2018 года в Москве, Санкт-Петербурге и ряде других городов состоялись демонстрации в поддержку обвиняемых по делу «Нового величия» и делу «Сети». Эти акции власти отказались согласовать в заявленных организаторами местах. В Москве на Лубянской площади собрались до 1500 человек. Было задержано 14 человек. В Санкт-Петербурге акция прошла на Невском проспекте, было задержано не менее 40 человек. Акции прошли также в Пензе, Новосибирске, Ростове-на-Дону, Иркутске.
11 декабря 2018 года в ходе заседания Совета по правам человека журналист Николай Сванидзе и глава Совета по правам человека Михаил Федотов сообщили президенту РФ В. Путину, что в отношении фигурантов уголовного дела «Сеть» были применены пытки электрошокерами, а в отношении фигурантов «Нового величия» силовики предприняли провокации. Путин заявил, что ему не докладывали о делах «Нового величия» и «Сети»: «Надо посмотреть. Вы говорите, что они гапоновщиной какой-то там занимались? Я вообще первый раз об этом слышу» и добавил, что «безусловно, с этим нужно поразбираться».
Реакция общественности на приговор «Нового Величия» была незамедлительной. Отрицательно о судебном решении высказалось большое количество политических и общественных деятелей. Среди них - Илья Яшин, Дмитрий Гудков, Лев Пономарёв, Алексей Венедиктов, Алексей Навальный, и многие другие.

## Список участников
Согласно СМИ часть участников организации являлись сотрудниками спецслужб или информаторами и проходили по делу в качестве свидетелей.

### Рядовые участники
1. Руслан Костыленков[1][7];
2. Вячеслав Крюков[1];
3. Пётр Карамзин[1];
4. Дмитрий Полетаев[1];
5. Мария Дубовик[1];
6. Анна Павликова[1];
7. Сергей Гаврилов[1];
8. Павел Ребровский[1];
9. Максим Рощин[1];
10. Рустам Рустамов[1].

### Внедрённые агенты
1. Руслан Данилов (Константинов Александр Андреевич[1][7], он же Зелинский Раду (Родион) Владимирович[54]);
2. Рустам Кашапов[7];
3. Максим Расторгуев[4][7];
4. Юрий Испанцев[7]